# Lakota (Dacota do Norte)
Lakota é uma cidade localizada no estado norte-americano de Dacota do Norte, no Condado de Nelson.

## Demografia
Segundo o censo norte-americano de 2000, a sua população era de 781 habitantes.
Em 2006, foi estimada uma população de 726, um decréscimo de 55 (-7.0%).

## Geografia
De acordo com o United States Census Bureau tem uma área de
2,6 km², dos quais 2,6 km² cobertos por terra e 0,0 km² cobertos por água. Lakota localiza-se a aproximadamente 462 m acima do nível do mar.

## Localidades na vizinhança
O diagrama seguinte representa as localidades num raio de 28 km ao redor de Lakota.